# Episodi de La casa del guardaboschi (sesta stagione)
La sesta stagione della serie televisiva La casa del guardaboschi è in onda dal 18 agosto 1995 al 10 novembre 1995 sul canale ZDF.
| nº | Titolo originale            | Titolo italiano | Prima TV Germania | Prima TV in italiano |
| -- | --------------------------- | --------------- | ----------------- | -------------------- |
| 1  | Der Bär ist los             |                 | 18 agosto 1995    |                      |
| 2  | Affentheater                |                 | 25 agosto 1995    |                      |
| 3  | Markus zieht aus            |                 | 1 settembre 1995  |                      |
| 4  | Bauchschmerzen              |                 | 8 settembre 1995  |                      |
| 5  | Freiwild                    |                 | 15 settembre 1995 |                      |
| 6  | Rettung für Florian         |                 | 22 settembre 1995 |                      |
| 7  | Angst um Aika               |                 | 29 settembre 1995 |                      |
| 8  | Viel Lärm um Falkenau       |                 | 6 ottobre 1995    |                      |
| 9  | Große Kinder - Große Sorgen |                 | 13 ottobre 1995   |                      |
| 10 | Ein Herz für andere         |                 | 20 ottobre 1995   |                      |
| 11 | Der Wolfsmensch             |                 | 27 ottobre 1995   |                      |
| 12 | Stürmische Zeiten           |                 | 3 novembre 1995   |                      |
| 13 | Die Intrige                 |                 | 10 novembre 1995  |                      |